# Bispo Bruno Leonardo
Bruno Leonardo Santos Cerqueira, mais conhecido como Bispo Bruno Leonardo (Salvador, 16 de março de 1982), é um pastor, youtuber e bispo brasileiro, líder da Igreja Batista Avivamento Mundial. É o proprietário do segundo maior canal do YouTube, abaixo apenas do produtor musical KondZilla.

## Carreira
Começou a pregar aos 15 anos de idade e vem sendo um dos principais líderes religiosos do Brasil atulmente com mais de 4 bilhões de visualizações no canal no Youtube, vem sendo o pastor mais visto em todo o mundo. Atualmente vem acumulanando mais de 50,9 milhões de inscritos no YouTube, segundo a Social Blade, Bruno vem ocupando o terceiro lugar no ranking.
Em 2023, o bispo lotou a Arena Fonte Nova, assim atraindo mais de 62 mil fiéis, o evento gratuito contou com 80 mil inscritos.
Em 2025, o nome do bispo foi citado pela Polícia Federal e o Ministério Público Federal em relatório apresentando uma transação suspeita incluindo a Igreja Batista Avivamento Mundial, a investigação é se foi feita alguma transação pela igreja via pix para empresa investigada pela relação com concierge da cúpula Primeiro Comando da Capital, Wilian Barili Agati. O bispo nega e diz ser vítima de perseguição e recorreu e solicitou a alteração do título da matéria e o juiz concedeu uma liminar para que o título fosse refeito.